# Stedehuys
Het voormalig stadhuis (Stedehuys)  van de destijds Utrechtse stad Woerden met Stadsmuseum Woerden is een rijksmonument gelegen aan het Kerkplein 6, dat anno 2010 als stadsmuseum in gebruik is. De Vroedschapszaal werd tot 1889 gebruikt door het stadsbestuur om te vergaderen, en voor rechtspraak.

## Geschiedenis
De onderste verdieping van het stenen gebouw werd gebouwd in 1501, voor een bedrag van 450 gulden. Eerder stond op dezelfde plaats een houten optrek met rieten dak, dat ook als 'raadhuis' werd gebruikt. In eerste instantie werd het gebouw alleen gebruikt voor bijeenkomsten, pas in 1538 nam een secretaris betrekking in het gebouw als kantoor, en werd het meer een stadhuis zoals we het nu kennen. Het gebouw had toen wel een zolder. In 1601 werd hierop een verdieping gebouwd, met daarin een groot raamwerk met zes gekoppelde houten kruiskozijnen. In 1889-1890 is de zeskantige traptoren gerestaureerd. Het gebouw bevat een steen met het jaartal 1616, deze is echter afkomstig uit de eerder gesloopte "Rietvelderpoort". Toen in 1889 de gemeenteraad verhuisde naar een nieuw gebouw aan de Westdam, kreeg het gebouw tot 1933 de functie van kantongerecht. Sinds 1933 is het gebouw in gebruik als gemeentemuseum.

## Gebrandschilderde ramen
In 1610 werd het stadhuis gebruikt door ambassadeurs uit Frankrijk en Engeland, om samen met Prins Maurits een onenigheid op te lossen die er bestond tussen de stad Utrecht en de Staten-Generaal. Dit gezelschap bracht duizend gulden bijeen voor gebrandschilderde ramen, die de wapens van de Republiek der Zeven Verenigde Nederlanden, Frankrijk, Engeland, de Zeven Gewesten en van prins Maurits toonden. Ook waren er beeltenissen van historische gebeurtenissen en een rijm over de bijeenkomst. Later, in de Franse tijd, zijn de ramen door Fransgezinden vernield, maar in 1903 zijn de gebrandschilderde ramen vervangen door een replica van het origineel. Alleen het rijm bevat in de replica een fout, het jaartal 1610 is verworden tot 1601.

## Buitenzijde
Aan de buitengevel bevindt zich op de hoek van de Kerkstraat en de Havenstraat een schandpaal uit 1567. In de top van het gebouw staat een houten beeld van Justitia. Daaronder, in de leeuwenkop aan de kant van de Petruskerk bevindt zich een opening om een horizontale balk naar buiten te kunnen steken, die dienstdoet als galg. Het gebouw dateert uit de periode Renaissance, en heeft een fraaie trapgevel in een laatgotische stijl, met een verdieping in Hollandse renaissancestijl.
Naast het gebouw staat in de Havenstraat het Gildepoortje.

## Stadsmuseum
In het Stedehuys is het stadsmuseum van Woerden gevestigd. De stichting Stadsmuseum Woerden is opgericht in 1995. Het museum organiseert wisselende kunsttentoonstellingen, meestal gericht op het Nederlandse landschap algemeen en dat van het Groene Hart in het bijzonder. Het Stadsmuseum bezit schilderijen van de Haagse School en werk van Woerdense kunstenaars, zoals Leo Gestel, Herman van Swanevelt, Cornelis Vreedenburgh en Jan Kriege. Ook toont het museum voorwerpen uit de Romeinse tijd, toen in Woerden een castellum aanwezig was, en verschillende bodemvondsten, zoals het Frankische Zwaard van Woerden. In 2023 werd het museum vernieuwd. In het museum is de vaste tentoonstelling Het verhaal van Woerden te zien.

## Fotogalerij

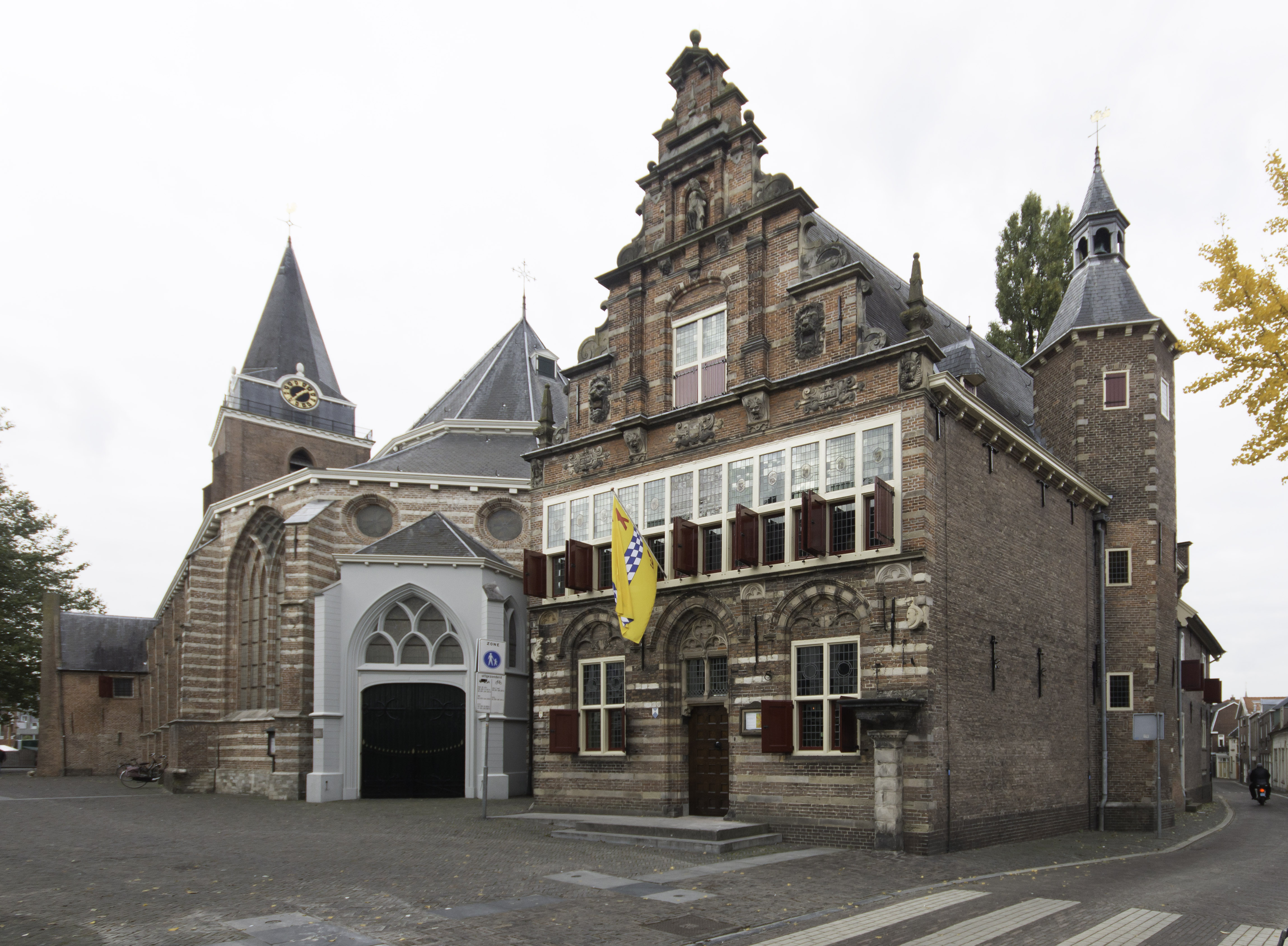
Stedehuys en NH Petruskerk
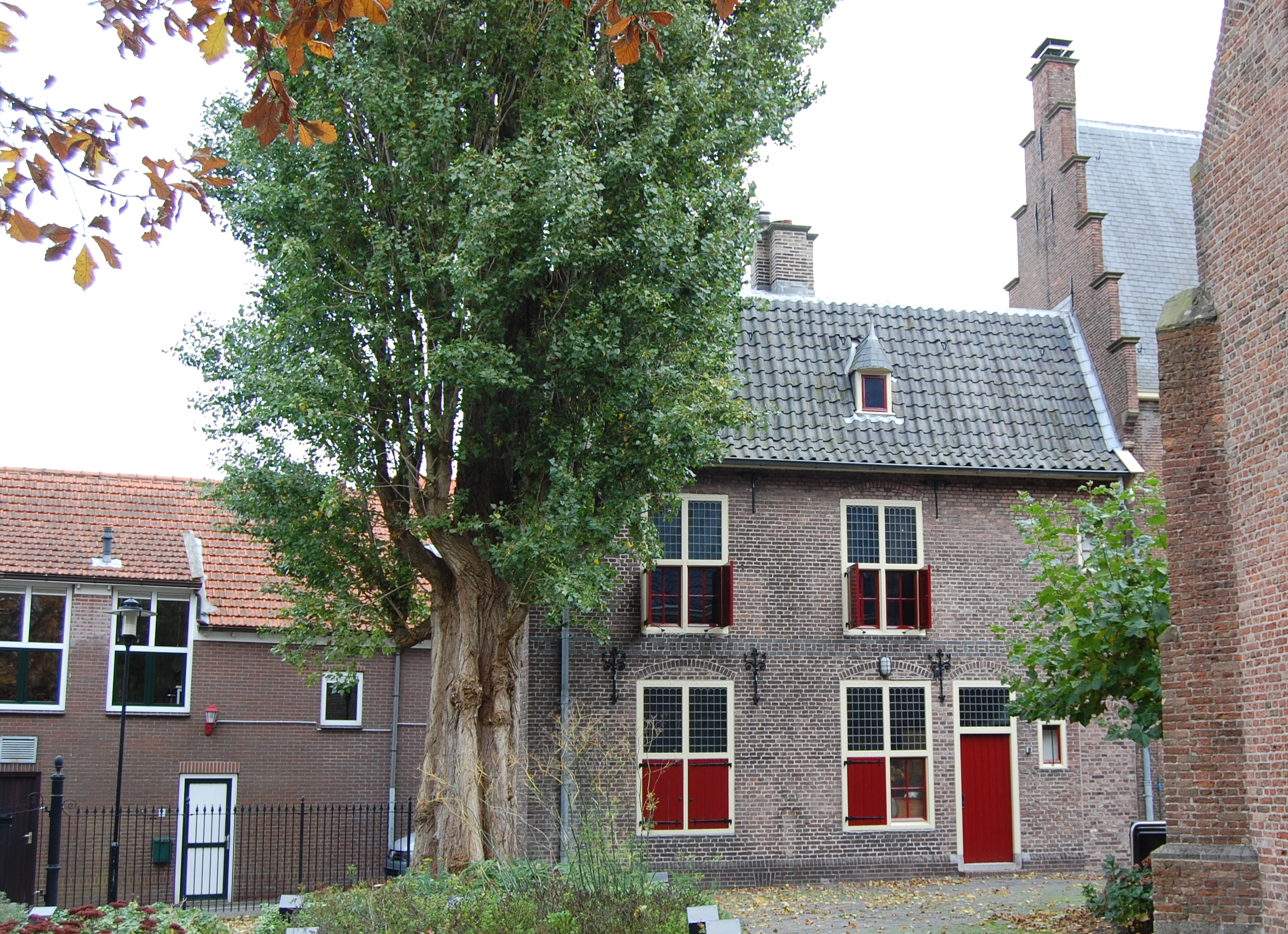
Achterhuis
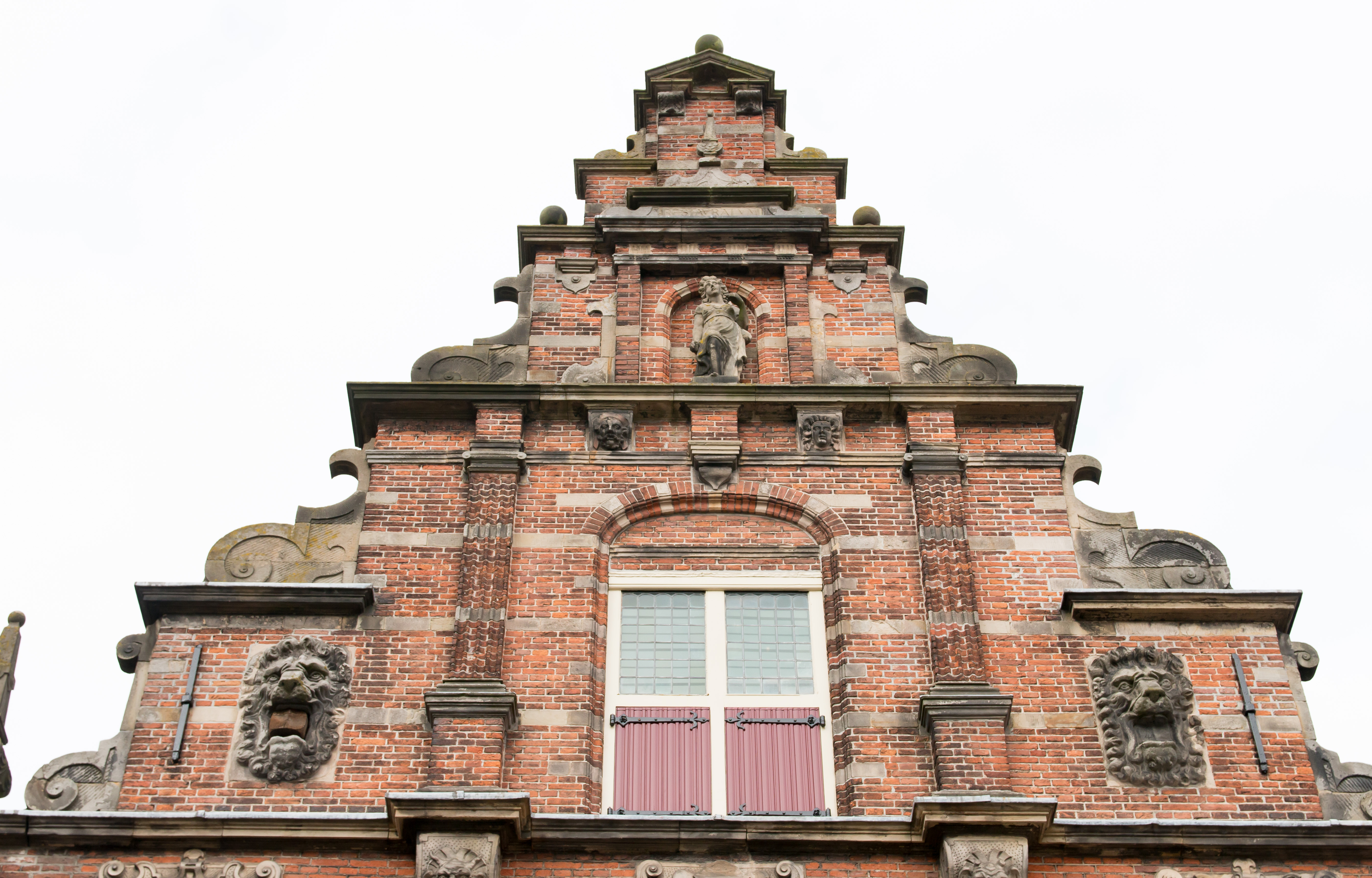
Voorgevel
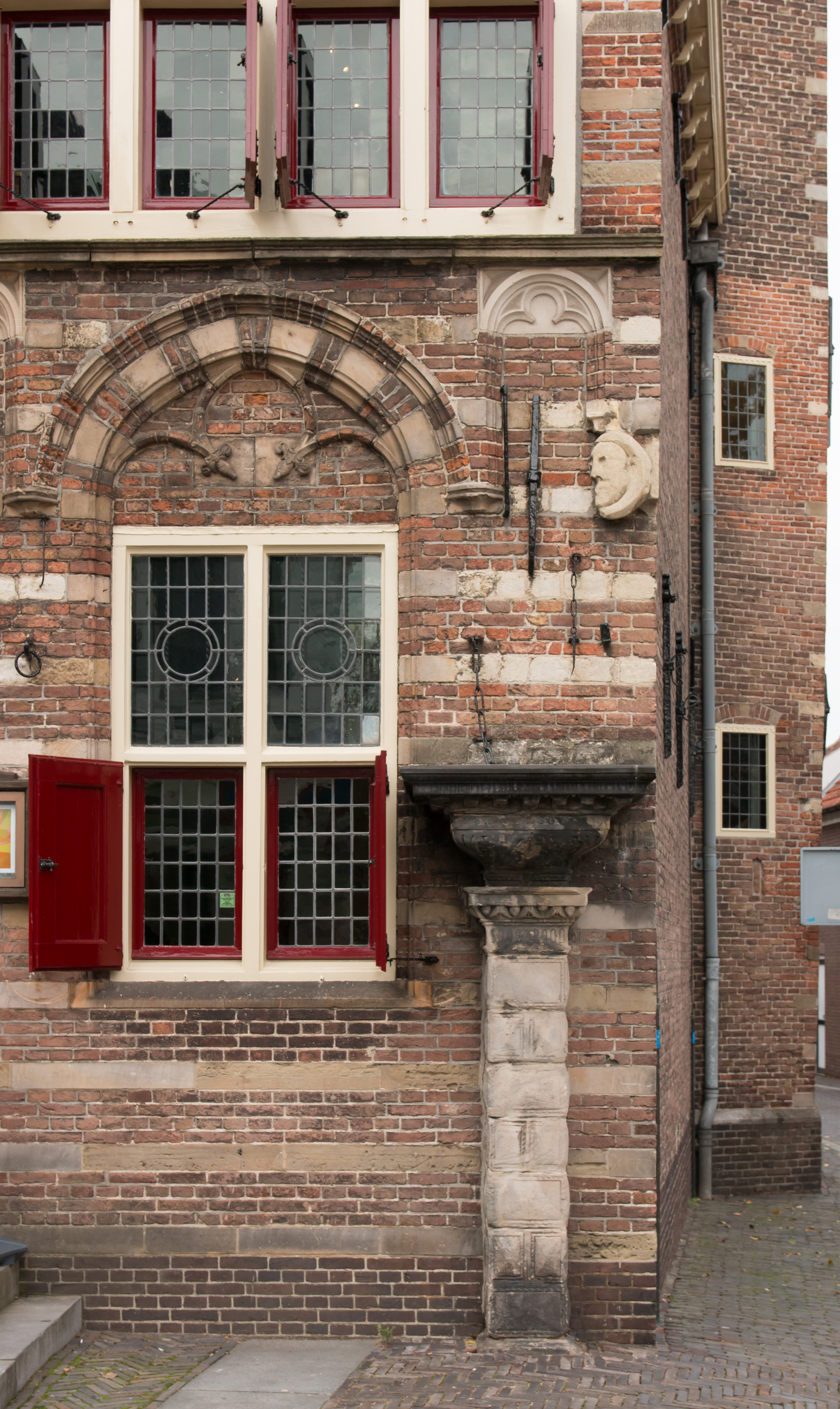
Schandpaal
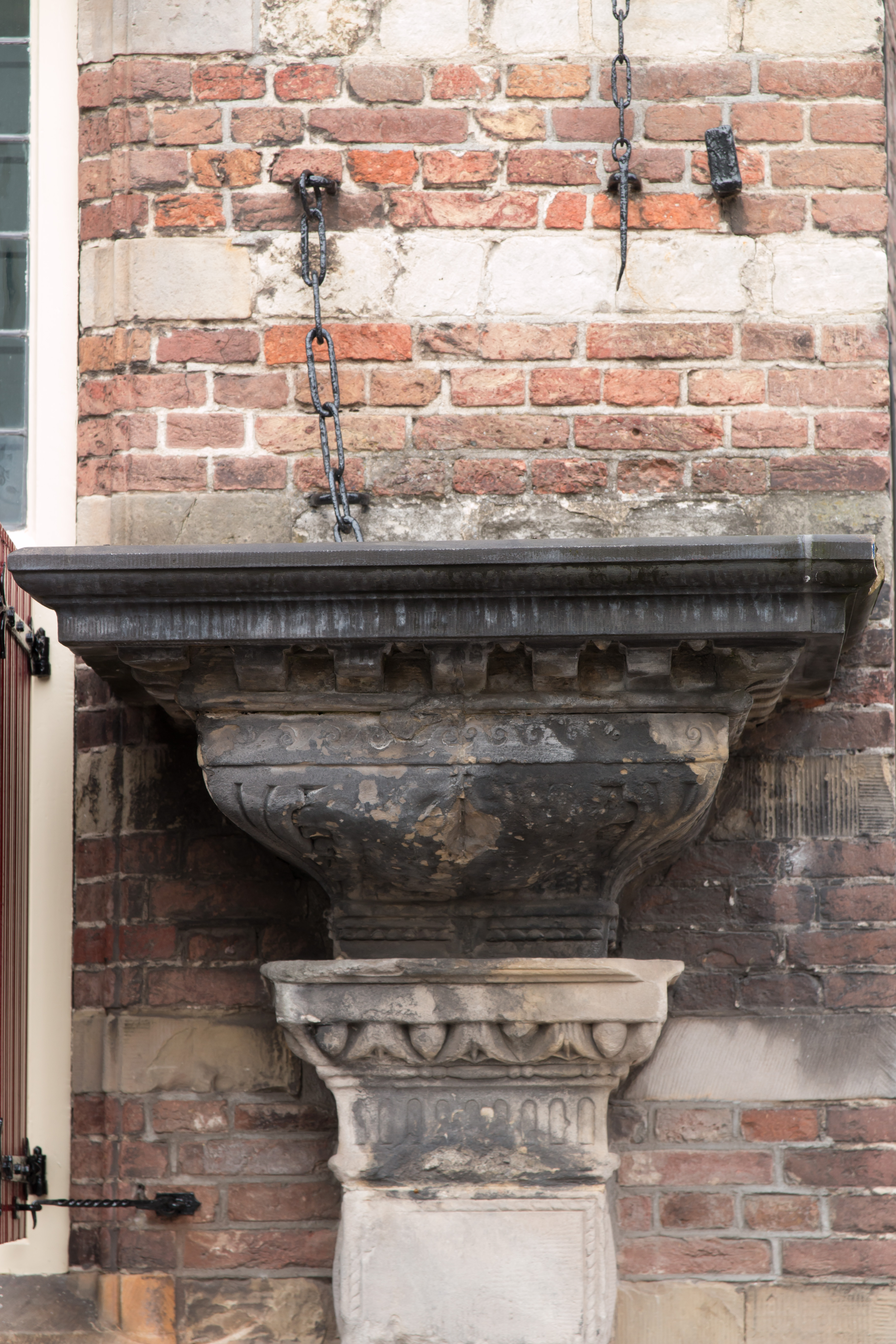
Detail schandpaal
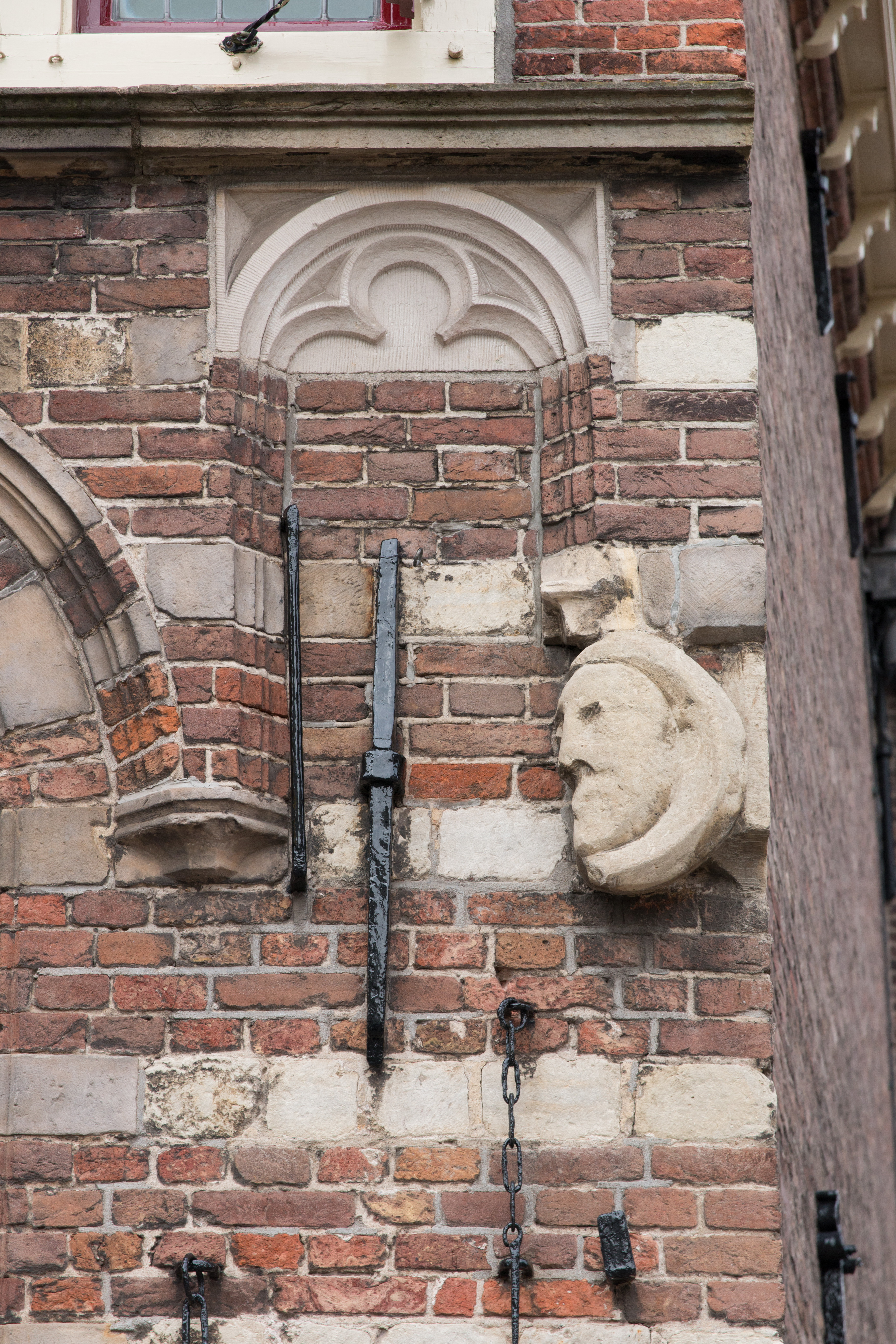
Detail voorgevel
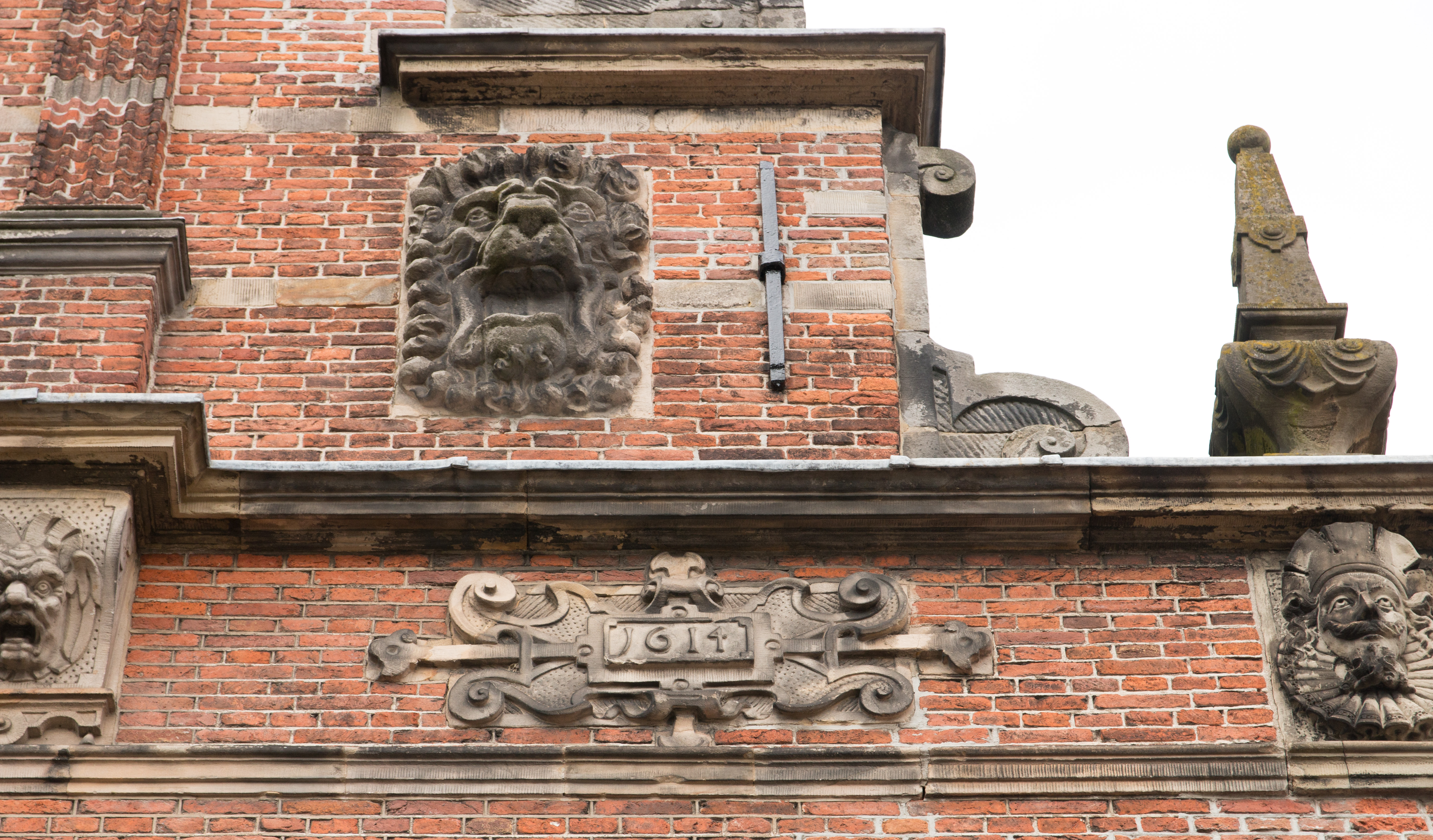
Gevel dateert uit 1614
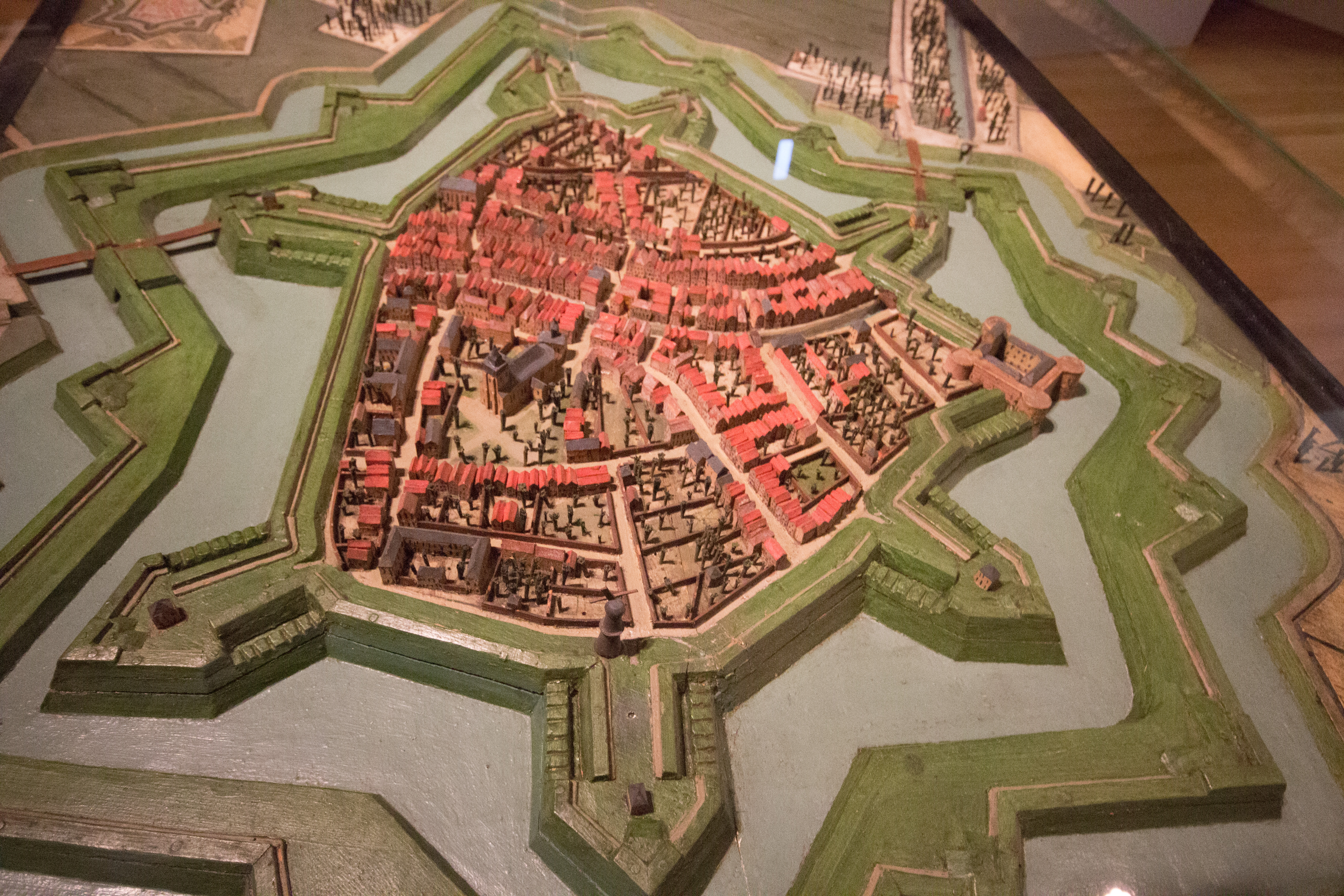
Maquette van oude binnenstad
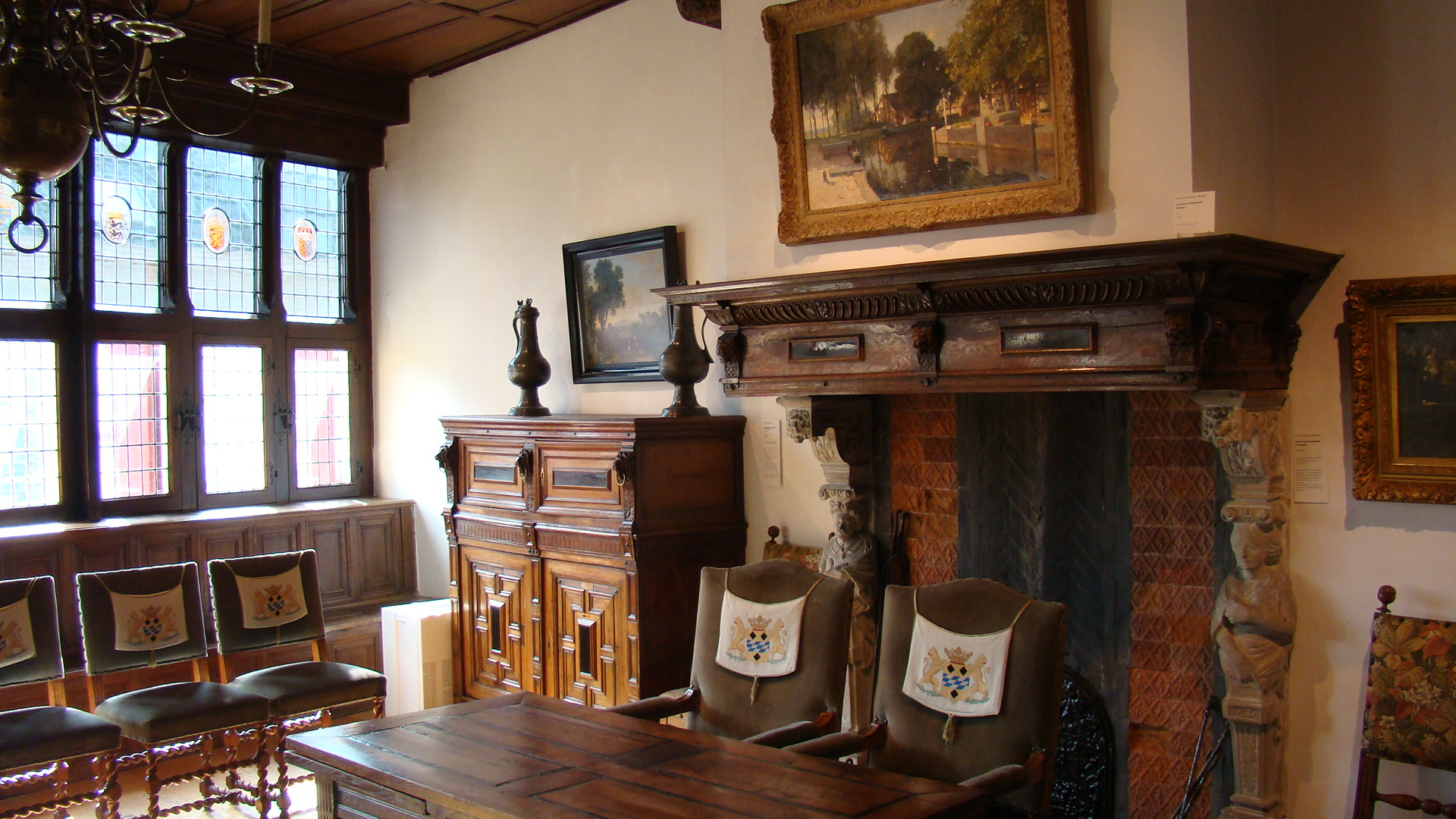
Stijlkamer in het Stedehuys
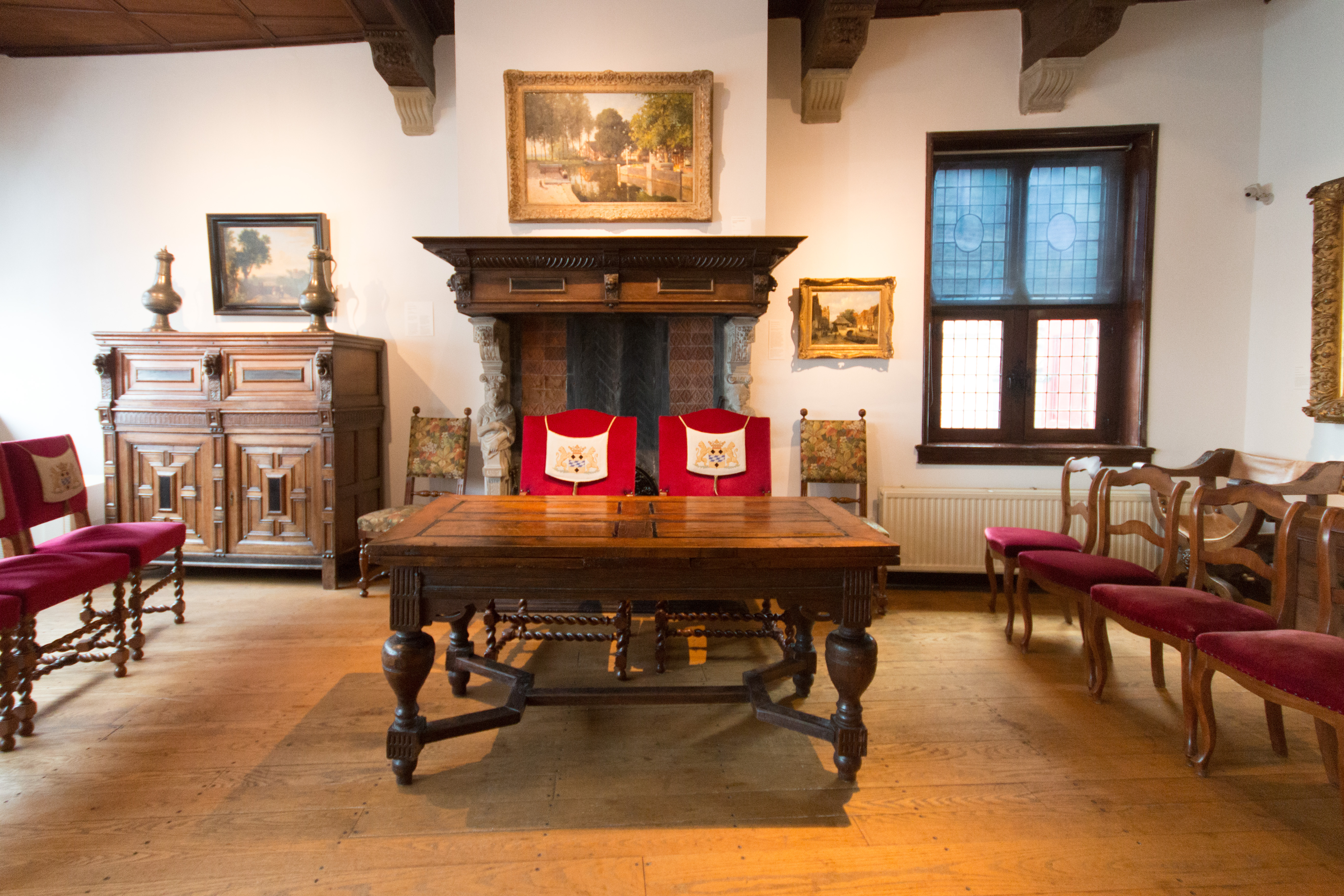
Vroedschapszaal
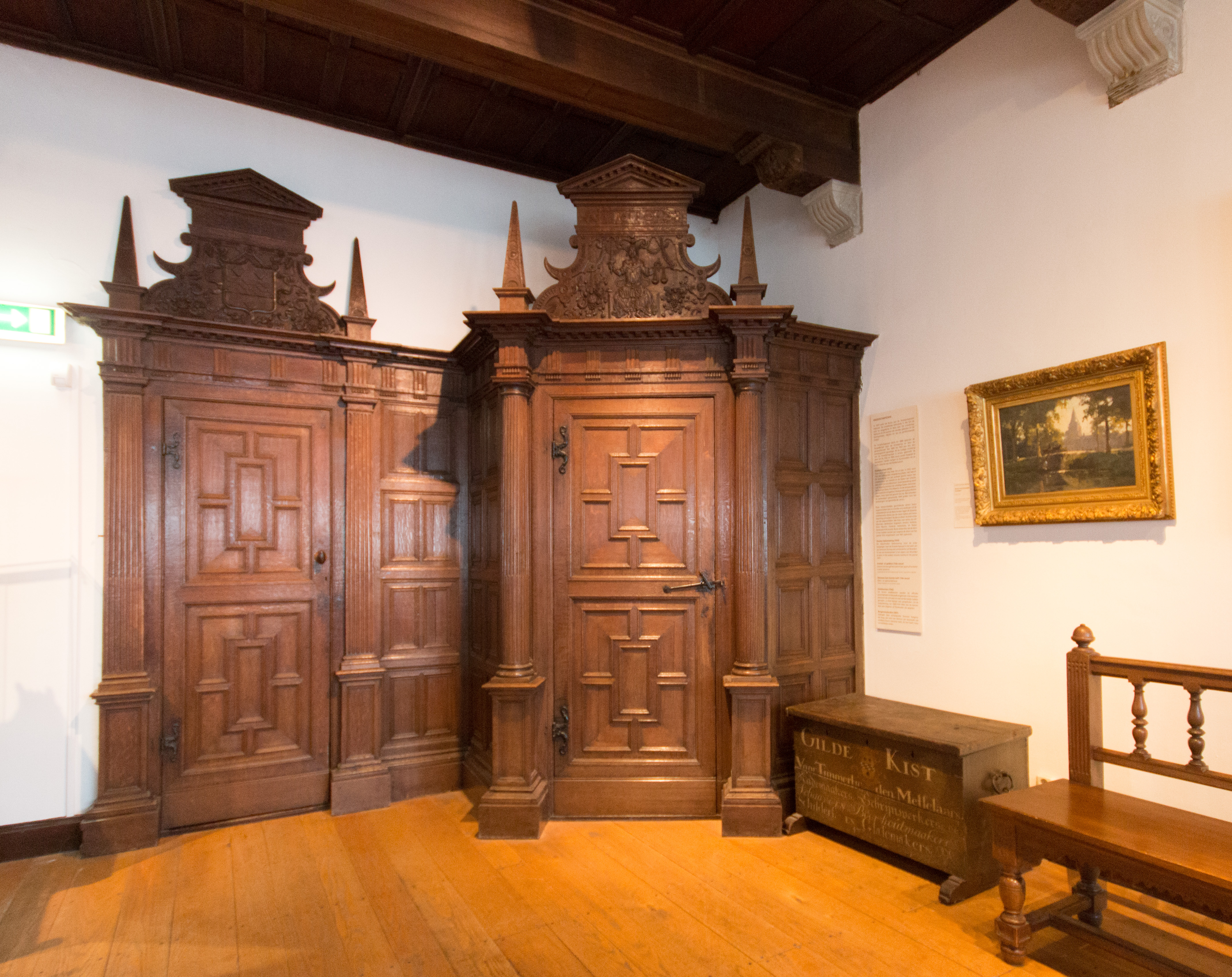
Vroedschapszaal dubbele deuren
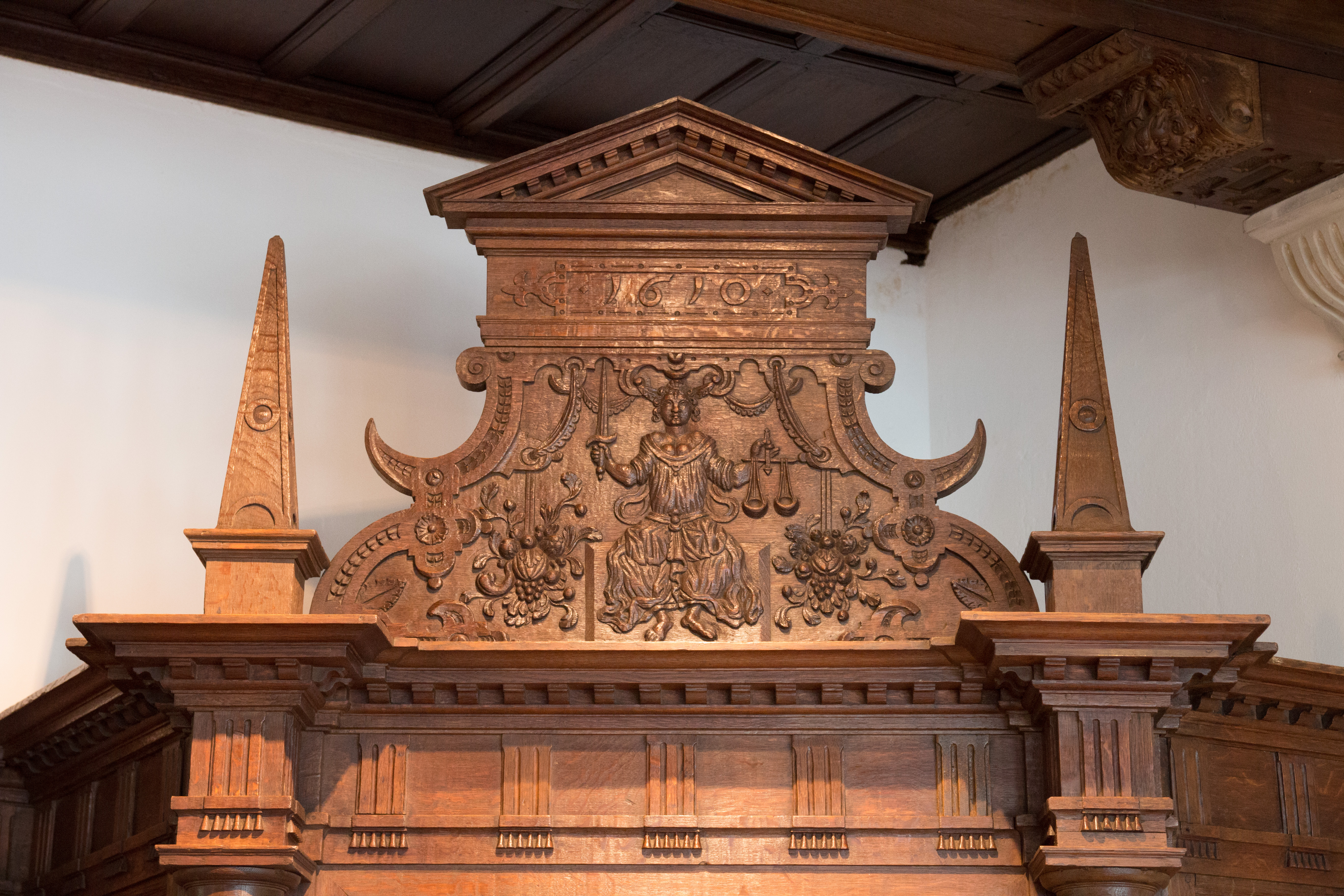
Vroedschapszaal (detail deur)

- Rijksmonument: 39293